# 基涅利
基涅利（俄语：Кинель）是俄羅斯薩馬拉州的一個城市，位於薩馬拉以東41公里的大基涅利河注入薩馬拉河處附近。2002年人口34,385人。
1837年建立，1944年設市。